# Anomodon zippelii
Anomodon zippelii là một loài rêu trong họ Thuidiaceae. Loài này được (Dozy & Molk.) Müll. Hal. mô tả khoa học đầu tiên năm 1890.